# Juillé (Charente)
Juillé település Franciaországban, Charente megyében. Lakosainak száma 176 fő (2022. január 1.). Juillé Charmé, Fontenille, Ligné, Lonnes, Luxé és Salles-de-Villefagnan községekkel határos.

## Népesség
A település népességének változása:
| Lakosok száma | 232  | 206  | 198  | 185  | 192  | 193  | 184  | 180  | 181  | 176  |
|               | 1968 | 1982 | 1990 | 2006 | 2013 | 2015 | 2017 | 2019 | 2020 | 2022 |